# Fred Sheffield (canottiere)
Frederick Sheffield, detto Fred (New York, 26 febbraio 1902 – Wilton, 8 maggio 1971), è stato un canottiere statunitense.

## Palmarès

### Olimpiadi
- 1 medaglia:
  - 1 oro (Parigi 1924 nell'otto)